# Colonia Constitución, Guerrero
Colonia Constitución är en ort i Mexiko.   Den ligger i kommunen Tlapa de Comonfort och delstaten Guerrero, i den sydöstra delen av landet, 220 km söder om huvudstaden Mexico City. Colonia Constitución ligger 1 208 meter över havet och antalet invånare är 1 185.
Terrängen runt Colonia Constitución är huvudsakligen kuperad. Colonia Constitución ligger nere i en dal. Runt Colonia Constitución är det ganska tätbefolkat, med 86 invånare per kvadratkilometer. Närmaste större samhälle är Tlapa de Comonfort, 2,7 km öster om Colonia Constitución. I omgivningarna runt Colonia Constitución växer huvudsakligen savannskog.